# Banowina morawska
Banowina morawska (serb./chorw. Моравска бановина/Moravska banovina) – jednostka podziału terytorialnego Królestwa Jugosławii w latach 1929–1941. Obejmowała tereny dzisiejszej Serbii Centralnej. Nazwa utworzona od rzeki Wielka Morawa. Według danych spisu powszechnego z 1931 ludność liczyła 95,0% prawosławnych, 4,1% muzułmanów, 0,8% katolików. Po upadku Jugosławii w 1941 w większości weszła w skład kadłubowego protektoratu Serbii, południowo-wschodni skraj zajęła Bułgaria.